# Heart & Soul
Heart & Soul ist das sechste Studioalbum der britischen Boygroup Blue. Es erschien am 28. Oktober 2022 bei dem Label BMG Rights Management.

## Entstehungsgeschichte
2015 entstand das letzte Blue-Album Colours. Im Anschluss wurde es ruhig um die Band. Pläne für ein weiteres Album standen zunächst nicht mehr zur Debatte.
Anfang 2020 gingen Blue nach Schweden, um zusammen mit Anne Judith Wik und Ronny Svendsen von DSign/Ekko Music an neuen Ideen zu feilen. Die Band wollte so sehen, ob sie ein weiteres Album aufnehmen können und wollen. Bei dieser ersten Session wurde die spätere Singleauskopplung Haven’t Found You Yet aufgenommen, mit der die Band recht zufrieden war und den sie als Standard für alle weiteren Songs nahm. Nachdem man etwa fünf Songs fertig gestellt und aufgenommen hatte, entschied man sich ein Album aufzunehmen. Doch kurz vor weiteren Überlegungen begann die weltweite COVID-19-Pandemie. Die Band kehrte nach London zurück und arbeitete im Anschluss immer einzeln am Album. Einer der Produzenten war Hugh Goldsmith, der die Band damals entdeckte.

## Veröffentlichung
Das Album erschien am 28. Oktober 2022 über BMG. Neben der CD-Version und den verschiedenen Streaming-Optionen erschien das Album auch als LP sowie als Kassette. Im Anschluss ging die Band mit Megan McKenna und B*Witched auf Tour durch das Vereinigte Königreich.

## Titelliste
| #  | Titel                 | Autor(en) | Produzent(en)                                  | Länge |
| -- | --------------------- | --- | ---------------------------------------------- | ----- |
| 1  | Haven't Found You Yet | Lee Ryan, Anne Judith Wik, Ronny Svendsen, Antony Costa, Alexander Karlsson                                                           | Ronny Svendsen, Hugh Goldsmith, Ben Cartwright | 3:20  |
| 2  | Dance with Me         | Jason Boyd, Daron Jones, Michael Keith                                                                                                | Steve DuBerry, Goldsmith, Cartwright           | 2:40  |
| 3  | This Could Be Love    | Chris Young, Lee Ryan, Nermin Harambasic                                                                                              | Chris Young, Ronny Svendsen                    | 2:56  |
| 4  | Let’s Get Sad         | Ben Collier, Hugh Goldsmith, Lee Ryan, Simon Webbe, Antony Costa, Duncan James, Kye Sones                                             | Ben Collier, Paul Visser                       | 3:32  |
| 5  | Heart & Soul          | Lewis Shay Jankel, MNEK, Uzo Emenike                                                                                                  | Lewis Shay Jankel                              | 2:42  |
| 6  | Man Do                | Anne Judith Wik, Lee Ryan, Ronny Svendsen                                                                                             | Ronny Svendsen                                 | 2:58  |
| 7  | Magnetic              | Joseph Barboza, Antony Costa, Duncan James, Lee Ryan, Simon Webbe, David Ferguson, Benjamin Roberts, Paul Visser                      | Paul Visser                                    | 3:14  |
| 8  | Gravity               | Antony Costa, Duncan James, Lee Ryan, Simon Webbe, Steve Duberry                                                                      | Steve Duberry                                  | 3:13  |
| 9  | Ultraviolet           | Duncan James, Paul Visser, Ria Jaggard                                                                                                | Paul Visser                                    | 2:15  |
| 10 | Stop                  | Diondria Thornton, Christopher Thornton, Fabio Filos Franceschi, Antony Costa, Roger Hayes, Bruce Parham, Jr., Duncan James, Lee Ryan | Steve Duberry                                  | 3:36  |

## Singleauskopplungen
Die erste Singleauskopplung wurde Haven't Found You Yet und erschien am 25. Mai 2022. Es handelte sich zugleich um einen der ersten Tracks, der für das Album entstand. Die Single erreichte Platz 61 in den UK Singles Download Charts.
Dance with Me erschien als zweite Single des Albums. Es handelt sich um eine Coverversion eines Contemporary R&B-Stücks von 2001 und stammt im Original von 112. Das Lied hörte die Band 2001 häufig vor ihren Auftritten und so nahmen sie den Song als eine Art Tribut an ihre Anfangszeit mit auf das Album.
Magnetic erschien am 16. September 2022 als dritte Single.
Heart & Soul, das Titelstück des Albums, erschien am 4. Oktober vor Veröffentlichung des Albums als vierte Single. Es handelt sich dabei um eine Zusammenarbeit mit dem Songwriter MNEK, der den Song zusammen mit .

## Musikstil
Das Album enthält, wie für die Band üblich, eine Mischung aus Pop, R&B und Dancefloor. Dabei ist das Album zugleich eine Hommage an die Vergangenheit, wie beim Cover von Dance with Me, das an ihre R&B-Wurzeln anknüpft und die Produktion von Hugh Goldsmith, sondern nimmt mit MNEK und Shift K3Y auch aktuelle Songwriter und Produzenten auf.

## Besetzung

### Blue
- Antony Costa: Gesang
- Simon Webbe: Gesang
- Duncan James: Gesang
- Lee Ryan: Gesang

### Musik und Instrumente
- Steve DuBerry: Bass, Schlagzeug, Gitarre, Keyboards, Klavier, Backgroundgesang
- Lewis Shay Jankel: Bass, Schlagzeug, Gitarre
- Ronny Svendsen: Gitarre, Orgel, Klavier, Schlagzeugprogrammierung, Synthesizer
- Paul Visser: Klavier, Programmierung
- Anne Judith Wik: Backgroundgesang
- Chris Young: Klavier

### Technik
- Ben Collier: Produktion
- Steve DuBerry: Produktion, Engineering
- Ben Cartwright: Gesangsproduktion
- Lewis Shay Jankel: Produktion, Engineering
- Ronny Svendsen: Produktion, Engineering
- Kevin Tuffy: Engineering
- Paul Visser: Produktion, Engineering
- Chris Young: Produktion, Engineering

## Rezeption

### Kritiken
Im Webzine Terrorverlag schrieb Ulrike Meyer-Pothoff: „Heart & Soul ist der Balanceakt zwischen dem klassischen BLUE-Sound und zeitgenössischen Elementen gelungen und in shape sind die Boys auch immer noch – was will man mehr?“
Auf Bleistiftrocker.de schrieb der Rezensent: „Heart & Soul ist ein reifes Werk, ohne die klassischen Qualitäten der Band Blue zu sehr zu vernachlässigen. Nicht alle zehn Songs überzeugen restlos, aber gute Momente sind nicht nur vorhanden, sondern auch in der Überzahl.“

### Charts und Chartplatzierungen
Das Album erreichte in den Britischen Musikcharts Platz 22 und damit die schlechteste Chartplatzierung in der Geschichte der Band.
| ChartsChartplatzierungen     | Höchstplatzierung | Wochen |
| ---------------------------- | ----------------- | ------ |
| Vereinigtes Königreich (OCC) | 22 (1 Wo.)        | 1      |